# سیارک ۲۴۵۵
سیارک ۲۴۵۵ (به انگلیسی: 2455 Somville، نامگذاری:1950TO4) دو هزار و چهارصد و پنجاه و پنجمین سیارک کشف شده‌است که در ۵ اکتبر ۱۹۵۰ کشف شد.
قدر مطلق سیارک برابر ۱۱٫۷۰ است.